# Магадзари, Гаэтано
Гаэтано Магадзари (итал. Gaetano Magazzari; 1806 или 1808, Болонья — 27 марта 1872, Рим) — итальянский композитор.
Окончил Болонский музыкальный лицей как виолончелист, ученик Карло Паризини, изучал также клавир и контрапункт у Бенедетто Донелли.
Наиболее известен как автор «Народного гимна Пию IX» (итал. Inno popolare a Pio IX; 1846, на стихи Филиппо Меуччи) — впервые исполненного 1 января 1847 года во время многотысячного народного шествия в честь недавно избранного папы Пия IX, с начинающимся понификатом которого связывались широкие надежды; гимн был издан во многих странах (с переведённым на разные языки текстом), но музыкальная критика отнеслась к нему резко критически, как к «слабой имитации неуклюжего итальянского оперного марша». Написал также ряд других патриотических хоровых сочинений, в том числе «Прощание Гарибальди с Англией» (итал. Addio di Garibaldi all'Inghilterra; 1864). Среди других сочинений Магадзари — опера «Тиролезка» (итал. La tirolese; 1847,) кантата «Пятое мая» (итал. Il Cinque Maggio; 1855, на стихотворение Алессандро Мандзони памяти Наполеона I, посвящена Наполеону III), симфония, Большой романтический квартет для кларнета, виолончели и двух фортепиано (1842, посвящён королеве Марии Кристине), многочисленные фортепианные и вокальные произведения.